# Campanya de Bagdad (1403-1404)
La campanya de Bagdad de 1403-1404 fou un conjunt d'operacions militars que van comportar la recuperació de l'Iraq i Bagdad pels timúrides, que es va desenvolupar durant la Campanya dels Set Anys (1399-1404).
Bagdad havia estat conquerida per Tamerlà el 1393 però recuperada pel jalayírida Ahmad ibn Uways el 1394; els timúrides la van intentar reconquerir sense èxit fins al 1401 en què hi va anar el propi Tamerlà i la va arrasar; tant arrasada estava que no hi va deixar tropes i els jalayírides hi van tornar immediatament; els timúrides els van expulsar però no van mantenir una ocupació permanent i Kara Yusuf kara koyunlu, cridat pel mateix sultà jalayírida, la va ocupar el 1403. Aleshores Tamerlà va decidir nomenar governador al seu net Abu Bakr amb l'encarrec de recuperar el territori.
Abu Bakr va marxar al seu govern passant pel Diyarbakir, va començar el seu recorregut a Arbela, on va detenir al governador Abdalla i altres caps rebels que foren enviats a la cort lligats. En les operacions va morir l'amir Payende Sultan Barles. Mentre Rustem,encarregat d'ajudar a Abu Bakr, sortia de Burudjird i es va reunir amb Abu Bakr a Hilla.
Abu Bakr i Rustem es van trobar a Hilla i d'allí van creuar conjuntament el riu i es van trobar amb les forces de Kara Yusuf Kara Koyunlu a Sib, a la vora del riu Nahr al-Ganam. Els dos prínceps disposaven de tres mil homes mentre que Kara Yusuf estava acampat a l'altre costat del riu però amb un exèrcit mes nombrós. Abu Bakr volia cedir el comandament a Rustem per ser de major edat, però aquest va preferir dividir l'exèrcit en dos cossos i cadascun manar un d'ells i atacar a l'enemic pels dos costats. Així es va fer i es va lliurar batalla. El germà de Kara Yusuf, Kar Ali, va rebre una fletxa que el va fer caure del cavall i algun soldat li va tallar el cap. Sevinjik Bahadur es va destacar en la batalla. Finalment les tropes de Kara Yusuf es van haver de retirar. Kara Yusuf es va poder refugiar a Síria amb alguns fidels però la seva tribu, uns 15000 caps de família, amb el bestiar i els seus bens, foren objecte de pillatge per part de les forces timúrides. La dona de Kara Yusuf, mare dels prínceps Isfendiyar i Ispan, fou feta presonera i encadenada. També es van capturar diverses dames i princeses i altres parents. Poc després Abu Bakr i Rustem entraven a Bagdad sense oposició (finals del 1403).
També foren derrotades les tropes del príncep àrab Nuayr, cap suprem de totes les tribus àrabs del desert i posteriorment diversos prínceps de cada sector.
les notícies de la victòria d'Abu Bakr i de Rustem a l'Iraq Arabi i la consegüent recuperació de Bagdad van arribar a Baylakan, on estava Tamerlà reconstruint aquesta ciutat, a finals de 1403 o començaments del 1404. Abu Bakr es va dedicar a reconstruir Bagdad que estava seriosament malmesa i a restaurar l'economia de l'Iraq Arabí, tornant a cultivar els camps i recuperant les viles i poblets.